# Церква Святого Миколая у Нині (Хорватія)
Церква Святого Миколая (хорв. Crkva svetog Nikole) — дороманська римо-католицька церква у Хорватії, збудована наприкінці 11 або на початку 12 — го століття. Церква розташована у полі Прахулє, приблизно у 1,5 км.від міста Задар, між поселеннями Затон і Нин. Церква побудована на земляному пірамідальному насипі, в якому розташована лібурнійське доісторичне поховання.
Церква є єдиним вцілілим зразком ранньороманської архітектури у всій Далмації. Вона присвячена святому Миколаю.

## Опис

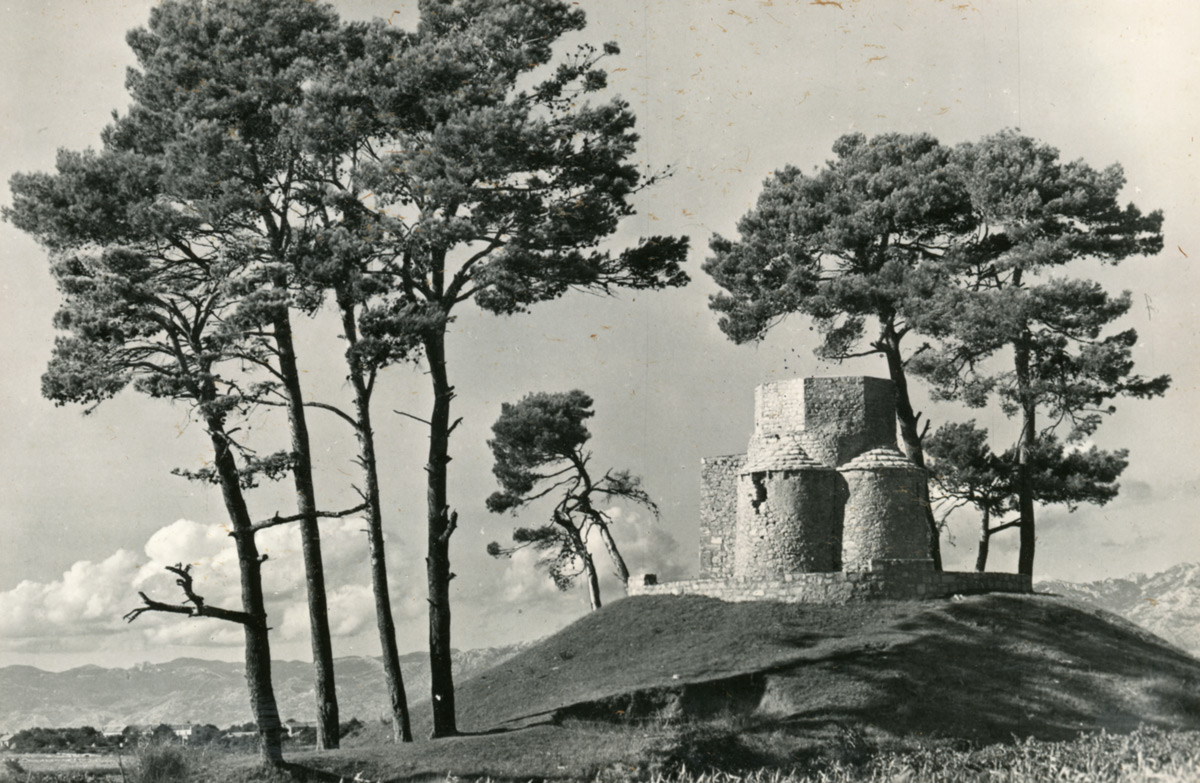
Стара фотографія церкви Святого Миколая.

Церква Святого Миколая була побудована у формі фортеці. Її план має форму трилисника з чотирма гілками, розташованими навколо центрального кругового ядра, три з яких утворюють апсиду, а четверта — вхідну гілку. Її куполоподібне склепіння укріплене круглими ребристими арками, а над ними 8 невеликих вежі з оглядовим кренеляжем були побудовані у 16-му або 17-му столітті під час Столітньої війни міх хорватами та османами.  Під куполом розташовані фланці, які спираються на пілястри, що прилягають до пілонів між апсидами. Вхідна гілка прямокутна та покрита мезоніном, що спирається на шквар, тоді як три інші гілки напівкруглої раковини переведені напівкалоттою. Церква побудована з дрібних каменів і має гладку зовнішню поверхню. Вона дуже маленька: довжина: 5,90 м, ширина: 5,70 м, висота = 6 м.

## Візит Пріула 1603 року
У 1603 році церкву Святого Миколая відвідав Пріул, який побачив акуратно ведені глаголичні реєстри хрестин і шлюбів, а також дві міссали глаголицею. На момент його візиту в парафії діяло Братство Святого Духа з 28 членами. Пріул наказав братству написати свої правила, які повинен був затвердити місцевий єпископ.

## Використання
З моменту побудови церкви, у ній на свято Святого Миколая 6 грудня відбувалася меса. Останнім часом меса відправляється на день святого Марка 25 квітня.